# Серпуховський район
Серпухо́вський район (рос. Серпухо́вский район, також Се́рпуховский район, Серпуховско́й район) — муніципальне утворення на півдні Московської області Росії.
Адміністративний центр — місто Серпухов (до складу району не входить). Найбільші населені пункти: Більшовик, Оболенський, Серпухов-15, Пролетарський, Липиці, Бутурлін, Турово.
День Серпуховського району щороку відзначається 12 червня.

## Географія
Серпуховский район розташований в південній частині Оксько-Москворецької рівнини, на р. Нарі, поблизу впадіння її в Оку.
Площа району становить 1012,714 км. Район межує зі Ступинським і Чеховським районами Московської області, а також з Жуковським і Таруським районами Калузької області і Заоцьким і Ясногорським районами Тульської.

## Історія
Серпуховський район утворений в складі Московської області постановою Всеросійського центрального виконавчого комітету СРСР від 12 липня 1929 № 566. Нині — Серпуховський муніципальний район.